# Закон Шпёрера

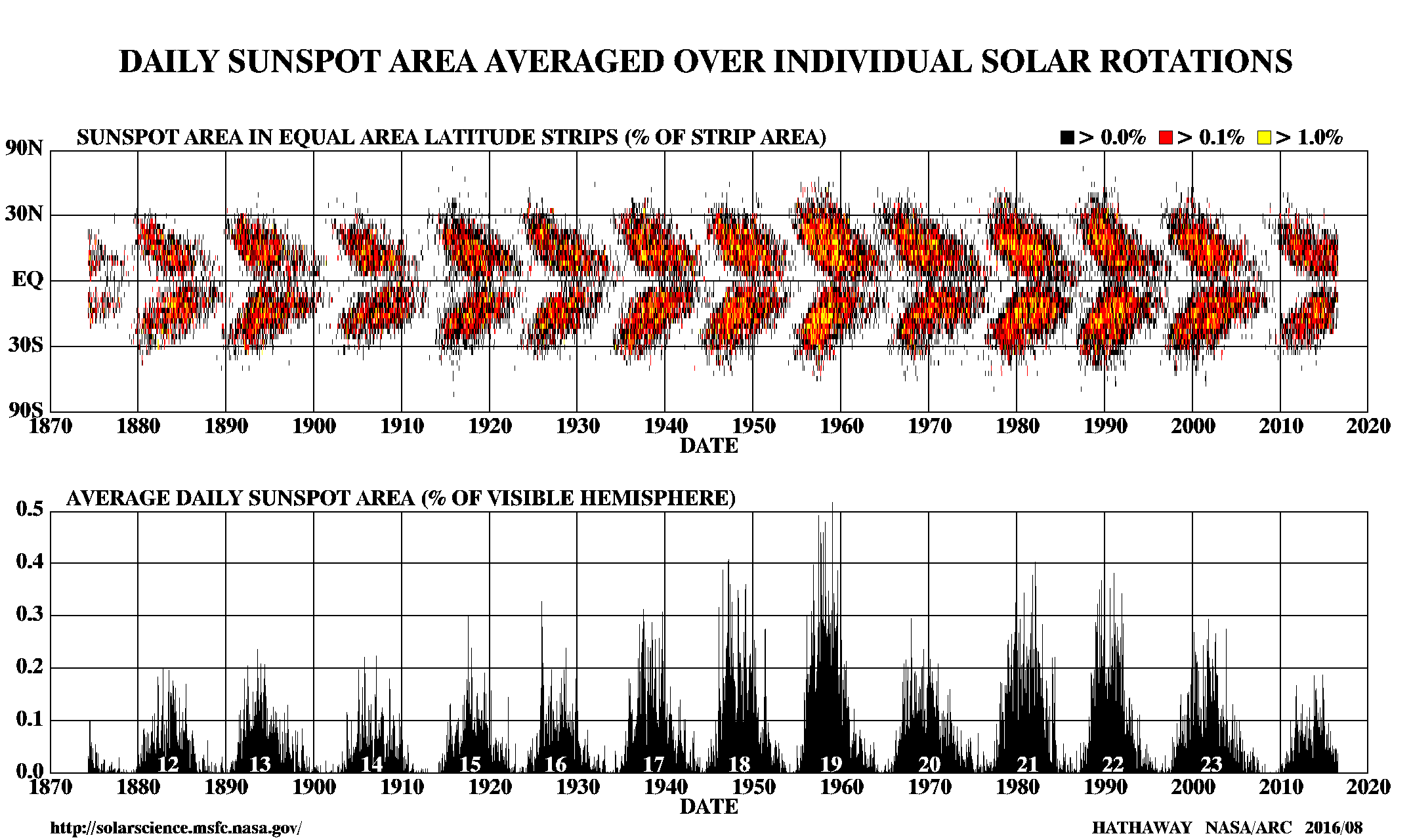
Рисунок, иллюстрирующий закон Шпёрера. На верхней диаграмме изображена «диаграмма бабочек» Маундера: широты групп солнечных пятен в зависимости от времени. На нижней диаграмме показана зависимость суммарных площадей пятен от времени.

Закон Шпёрера — закономерность поведения солнечных пятен в 11-летнем солнечном цикле, которая заключается в том, что в начале цикла пятна на Солнце появляются на высоких гелиографических широтах (порядка ±25—30°), а с ходом цикла пятна мигрируют к солнечному экватору, в конце цикла достигая широт ±5—10°.
Эту особенность впервые обнаружил в 1859 году английский астроном-любитель Ричард Кэррингтон, а несколько позже гораздо убедительнее подтвердил Г. Шпёрер, в честь которого и была названа закономерность.
Сначала этой особенности не придавали особого значения, но потом выяснилось, что среднюю продолжительность 11-летнего солнечного цикла гораздо точнее можно определить по изменению широты групп солнечных пятен, чем по вариациям чисел Вольфа. Поэтому ныне закон Шпёрера наряду с законом Швабе — Вольфа выступает в качестве одного из основных законов солнечной цикличности.